# Infopulse Ukraine
51°45′37″ пн. ш. 19°27′59″ сх. д. / 51.7604° пн. ш. 19.4663° сх. д.
Infopúlse (укр. Інфопульс) — міжнародна компанія з українським корінням, що надає послуги з розробки ПЗ, інформаційної безпеки та IT-операцій з головним офісом у Лодзі, Польща.
У грудні 2023 року компанія мала близько 2,000 працівників, центри розробки розміщено в 5 країнах Західної та Східної Європи та Америки. Компанію заснували Олексій Сігов та Андрій Анісімов 1991 року в Києві.
2007 року компанію купила норвезька «EDB Business Partner ASA». 2010 року, після злиття EDB та ErgoGroup, Infopulse стає дочірньою компанією й належить новосформованій EDB ErgoGroup ASA(після злиття компаній Tieto та EVRY має назву Tietoevry).
Компанія займається управлінням ІТ-інфраструктурою, дослідженням та розробкою ПЗ, супроводом ПЗ, аутсорсингом, надає послуги аутсорсингу бізнес-процесів, систем управління пакунками, розробки мобільних додатків, ІТ-консалтингу.
Компанія є членом Норвезько-української торгово-промислової палати, Української Hi-Tech Ініціативи, Європейської бізнес-асоціації, Львівського ІТ-кластеру та Харківського IT-кластеру.

## Історія
У травні 1991 року Олексій Сігов та Андрій Анісімов заснували компанію з метою розробки комп'ютерних систем моніторингу для пожежних частин у Києві, Москві та інших містах СРСР.
Лютий 1992 — керівництво підписало перший контракт із французькою компанією. Компанія тоді надавала послуги аутстафінгу (забезпечувала інші компанії персоналом) і не займалася розробкою ПЗ.
1996 — компанія мала 40 працівників.
1996—1997 — компанія виграла тендер Світового банку на розробку внутрішніх інформаційних систем для Київської податкової інспекції. Це був перший найбільший проєкт компанії.
1999 — українська команда стає партнером нідерландської компанії.
2000 — підписано контракт із французькою Kyriba Corporation, лідером європейського ринку ІТ-послуг. Завдяки партнерству виріс обіг компанії, кількість персоналу виросла на третину.
У квітні 2004 — компанія отримує статус сертифікованого постачальника ІТ-послуг (стандарт ISO 9001:2000).
У вересні 2007 — компанія EDB придбала 60,1 % акцій Infopulse.
Березень 2009 — компанія має 600 працівників та 200 проєктів у портфоліо.
У жовтні 2010 — покупка компанії EDB ErgoGroup ASA, що мала 10000 співробітників та річний обіг 13 млрд норвезьких крон.
Березень 2012 — EDB ErgoGroup змінює назву на EVRY внаслідок злиття двох компаній 2010 року.
Березень 2013 — Infopulse відкриває філіал у Німеччині.
Серпень 2015 — Infopulse купує IT-компанію у Варні, Болгарія.
Січень 2016 — Infopulse відкриває філіал у Франції.
2017 — Infopulse відкриває офіси в Україні: у Львові, Одесі та Харкові та має 1600 працівників.
2018 — Infopulse відкриває центр розробки у Варшаві, має 1,900 працівників.

## Клієнти
Серед клієнтів є компанії: Allianz Bank, BICS, Bosch, British American Tobacco, Corteva Agriscience, Метінвест, Tietoevry, Gorenje, VEON, Vodafone Ukraine, Offshore Norge, OTP Bank, Raiffeisen Bank Aval, Revacom, Grupo Santander, SimCorp, UkrSibbank BNP Paribas Group, Talend, Zeppelin тощо. Більшість замовників знаходяться в Німеччині, Швейцарії, Бельгії, Франції, Нідерландах, Швеції, Данії, Норвегії та США.

## Громадські ініціативи та ІТ-освіта
Infopulse бере участь у різноманітних проєктах, спрямованих на вдосконалення якості загальної державної освіти та ІТ-освіти в Україні.
У 2011 році Infopulse розпочинає партнерство з іншими компаніями з метою створення Інноваційного парку BIONIC Hill. Це український проєкт, створений за аналогом американської Silicon Valley.
У 2013 році Infopulse разом з українськими і міжнародними ІТ-компаніями та установами заснували BIONIC University на базі Національного університету «Києво-Могилянська Академія». Він став першим спільним корпоративним ІТ-університетом в Україні. BIONIC University готує нове покоління конкурентоспроможних спеціалістів світового рівня, які націлені на професійний розвиток в Україні.
У 2014 році Infopulse стає генеральним партнером Міжнародного чемпіонату комп'ютерних талантів «Golden Byte».
У жовтні 2014 року Infopulse спонсорує півфінал студентської першості світу з програмування «АСМ-ІСРС».
У 2014 році Infopulse спільно із холдингом EVRY розпочинає спонсорство програми Національного університету «Києво-Могилянська Академія», спрямованої на розширення освітніх можливостей ІТ-індустрії України. Так, наприклад, програма включає підтримку людей, які пережили чи досі зазнають життєвих труднощів.
Протягом 2015—2017 років Infopulse разом із De Novo Data Center та ICT Competence Center на волонтерських засадах розробили та впровадили Особистий кабінет мешканця м. Львова. Завдяки цьому проєкту, Львів став першим містом в Україні, у якому мешканці змогли отримати адміністративні, комунальні та інші послуги онлайн за допомогою технології електронної ідентифікації.
Протягом 2016 та 2017 років Infopulse та Український центр оцінювання якості освіти за сприяння Агентства США з міжнародного розвитку відновили та покращили систему програмного забезпечення Зовнішнього незалежного оцінювання (ЗНО). Цей комплекс тестування спрямований на визначення рівня досягнень випускників середніх навчальних закладів під час їх вступу до вищих навчальних закладів.

## Благодійна діяльність
Компанія є учасником благодійних проєктів із допомоги сиротам, літнім людям, непрацездатним військовим ветеранам та людям із синдромом Дауна. Також компанія підтримує державні благодійні організації.
- Благодійний проєкт «Синдром Дауна». 2010 року компанія за з благодійною організацією «Даун синдром» та освітнім фондом Down Syndrome Education International запустили благодійний проєкт[33][34][35][36][37], спрямований на підтримку людей із синдромом Дауна. Збір коштів відбувається через організацію благодійних подій (конференції тощо).
- Центр психосоціальної реабілітації для військових. У грудні 2015 року з іншими компаніями Infopulse відкрив Центр психосоціальної реабілітації, що допомагає героям війни, сім'ям переселенців, їхнім дітям та всім, хто постраждав від Російсько-української війни[38][39]. Приміщення центру було відновлене, переобладнане та устатковане згідно зі стандартами ВООЗ та ЮНІСЕФ.